# Dodge 1500

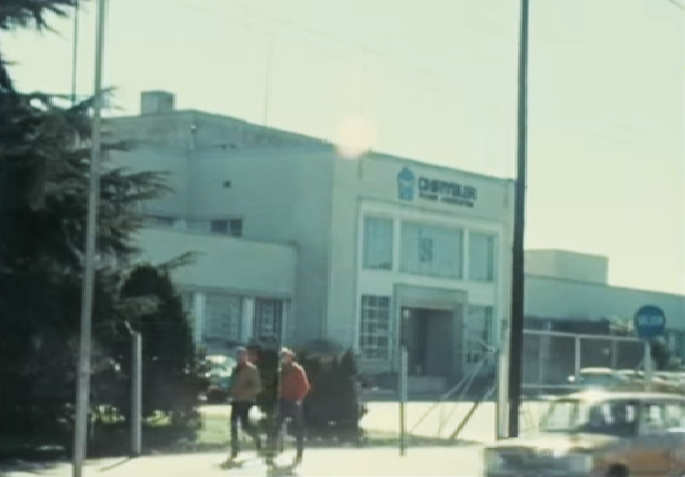
Planta de Chrysler-Fevre Argentina S.A. Planta de San Justo, Provincia de Buenos Aires. Hoy sede de la Universidad de la Matanza

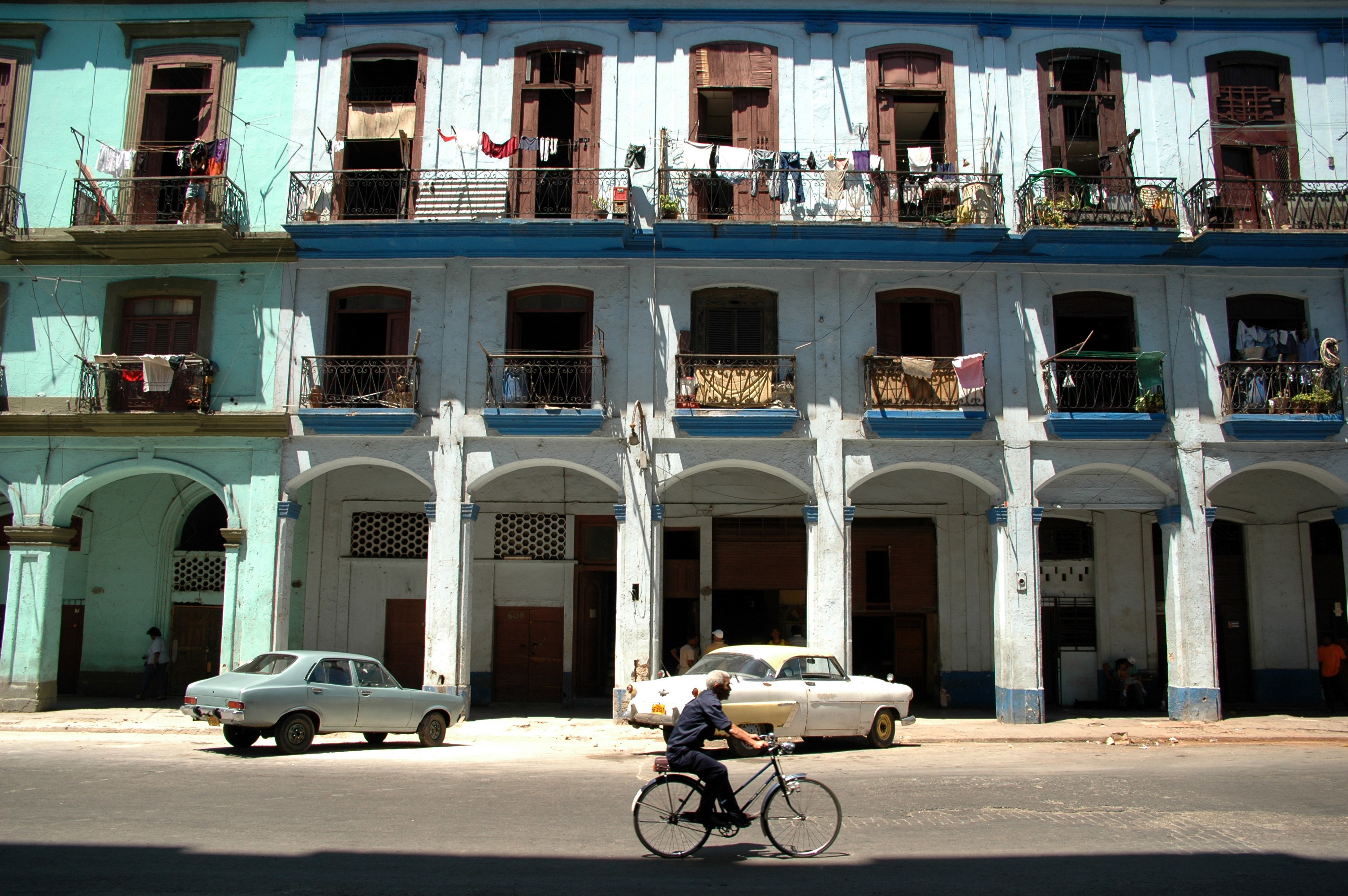
Un Dodge 1500 Argentino en Cuba

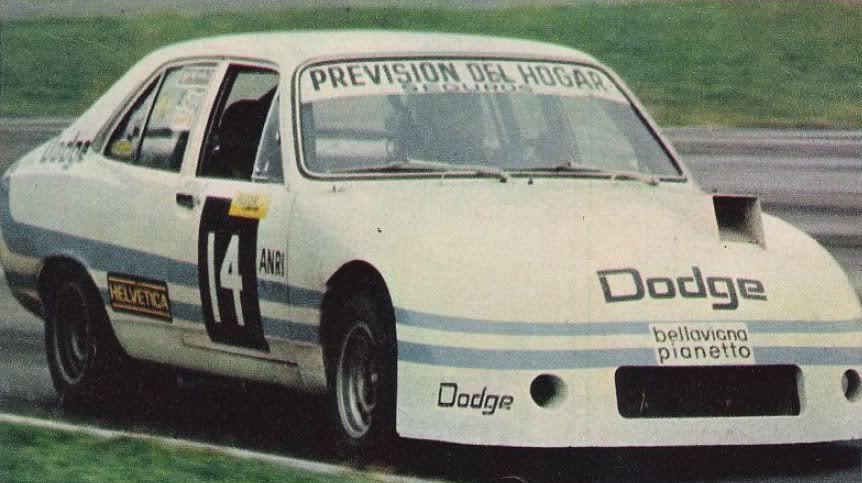
Dodge 1500 Argentino en competición 1980

El Dodge 1500 (luego redenominado Volkswagen 1500) fue un automóvil de turismo del segmento C fabricado en la República Argentina por Chrysler-Fevre Argentina S.A., subsidiaria nacional de la firma norteamericana Chrysler, a su vez propietaria de la marca Dodge, y por Volkswagen Argentina S.A., tras la toma del control de Chrysler-Fevre, por parte de Volkswagen. Se trataba de un automóvil compacto, basado en el modelo Hillman Avenger producido en Inglaterra por Chrysler Europa y que fue concebido como una opción económica, para el mercado automotor argentino. La denominación de este coche, se debe a la motorización con la que fuera presentado inicialmente, siendo este un impulsor a nafta de 4 cilindros en línea y 1500 cc.con una relación de compresion de 8.0:1.
Su aparición rompió con el molde de las automotrices norteamericanas que operaban en el mercado argentino, ya que hasta su aparición, las mismas estaban emparentadas con la producción de vehículos con motores de 6 cilindros o más, dejando la producción de motores de 4 cilindros mayoritariamente para las marcas europeas. De este modo, Chrysler se convertiría en el primer productor estadounidense en comercializar en Argentina un automóvil con motor de 4 cilindros. Su bajo costo en ventas en parte a su básico equipamiento, sumado a su mecánica robusta pero económica (tanto de producir como de mantener), lo convirtió en la principal opción para las poblaciones de clase media y baja.
Su producción fue iniciada el 12 de agosto de 1971 por la Chrysler-Fevre Argentina S.A. y tuvo tres etapas, siendo primeramente producido por esta firma entre 1971 y 1980. Luego, con la adquisición de Chrysler-Fevre por parte de Volkswagen, fue producido por Volkswagen Argentina S.A. entre 1980 y 1986 y con el advenimiento del joint venture Autolatina fue fabricado desde 1986 hasta 1989.

## Historia
Chrysler-Fevre Argentina S.A. inició la producción del Dodge 1500 en agosto de 1971 utilizando el diseño del Hillman Avenger, un auto inglés que se produjo entre los años 1962 y 1970 por Hillman (subsidiaria inglesa de Chrysler), diseño el cual fue tomado por automotrices de otros países, cuando se descontinuó en 1970, para producir autos, uno de esos países fue Argentina.
El vehículo también fue presentado Brasil y fue fabricado en dicho país, con carrocería de dos puertas (cupé) como Dodge 1800, siendo luego renombrado como Dodge Polara. Esta presentación motivó a sus rivales a comenzar también a producir vehículos de origen europeo. Ford respondió en 1974 con el Ford Taunus, otra marca, Opel lo hizo meses más tarde, con el Opel K-180.
En el año 1974 se lanza la versión deportiva llamada "GT90" denominación que deriva de los 90 HP que desarrollaba su motor de 1500 cc pero con mejoras en el árbol de levas, un múltiple de escape deportivo tipo "silens", de un tubo de escape, y el múltiple de admisión con dos carburadores de tiro horizontal. En ese mismo año se lanza al mercado la versión "SP", de carrocería de color naranja, con transmisión automática de 4 velocidades, y transmisión manual de 4 velocidades con palanca al piso, bandas laterales de color negro.
En 1975 se lanza al mercado el "Dodge 1500" con Motor de 1800 cm³ con el cual se busca mejorar sus performances y hacer frente a sus competidores de mercado. Dicho motor no es más que una evolución del 1500, pero con mejoras internas que le proporciona mucho más nervio, aparte desde 1973 incorporaba dos butacas delanteras con tapizados de tela. A partir de esta evolución la versión denominada "GT90" pasa a incorporar el 1800 cm³ y a llamarse "GT100" haciendo referencia a los 105 CV declarados por el fabricante, este incorpora dos apariencias clásicas y únicas en colores azul combinado con rayas blancas y otra negra pero con líneas doradas y la denominación GT100 en el lateral izquierdo.
Tal fue la recepción y aceptación que tuvo este coche, que fue elegido por varios corredores para hacerlo correr en el año 1976 en el Turismo Competición 2000.
Para el año 1979, con la inauguración del Campeonato Argentino de TC 2000, el «Milqui» (como era apodado) estaba equipado con el motor de 1800 cm³ que fue mejorado para correr en esa categoría.
Por supuesto, como era de esperarse, a los éxitos en ventas se le sumaron los éxitos deportivos. Jorge Omar del Río se consagró como segundo Campeón Argentino de TC 2000 en el año 1980 al comando de un Dodge 1500, éxito que repetiría dos veces más, en 1981 y 1982. Algo que también logró el 1500 fue el récord absoluto de vencer en todas las carreras del calendario, en el año 1982. Otros abanderados que tuvo esta marca fueron Rubén Luis di Palma y Guillermo Maldonado.
Sin embargo, no todas fueron buenas para el 1500, porque justamente fue en ese año (1980) cuando Chrysler-Fevre Argentina S.A., cerró sus puertas vendiendo todo su paquete accionario a Autolatina Volkswagen.
Para suerte del 1500, Volkswagen se comprometió a continuar con la producción de los vehículos de la marca Dodge, hasta comenzar con el reemplazo paulatino por vehículos de la marca Volkswagen.
Fue bajo la regencia de Volkswagen cuando el 1500 alcanzó su pico de popularidad. Volkswagen lo preparó con una serie de modificaciones estéticas (mantiene mecánicas y línea de la carrocería, cambian ópticas, capó, parachoques ahora en plástico, espejos, paneles interiores, torpedo e instrumental) para seguir siendo comercializado, ya no como Dodge 1500, sino como Volkswagen VW 1500. Fue gracias al 1500 que Volkswagen se ganó además de una gran cantidad de adeptos, su fama de marca animadora de las competiciones a las que se presentó.
El 1500, el coche más querido de la época por la clase media argentina,[cita requerida] finalizó su producción en septiembre de 1990, con un alto índice de aceptación. Se comercializó en Argentina con carrocerías de 4 puertas y rural. También se comercializó en Brasil en versión cupé 2 puertas.

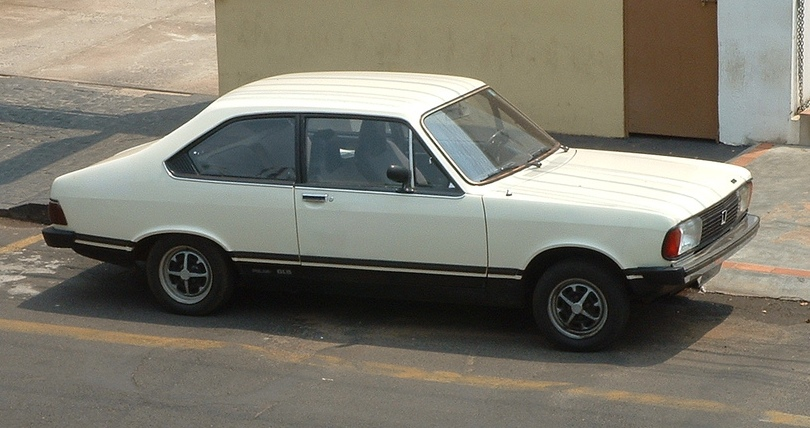
Dodge Polara Brasil
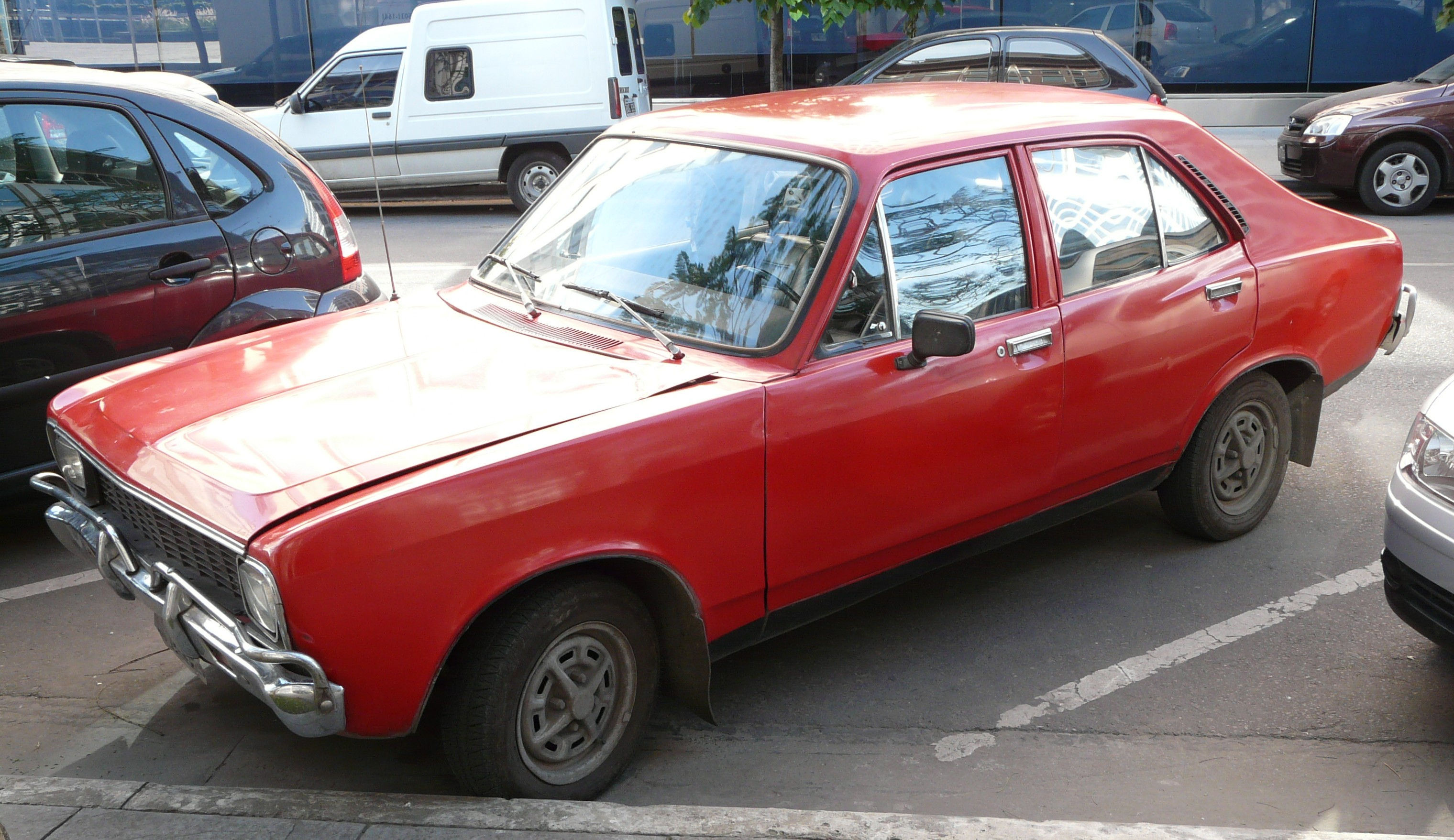
Dodge 1500 Argentino
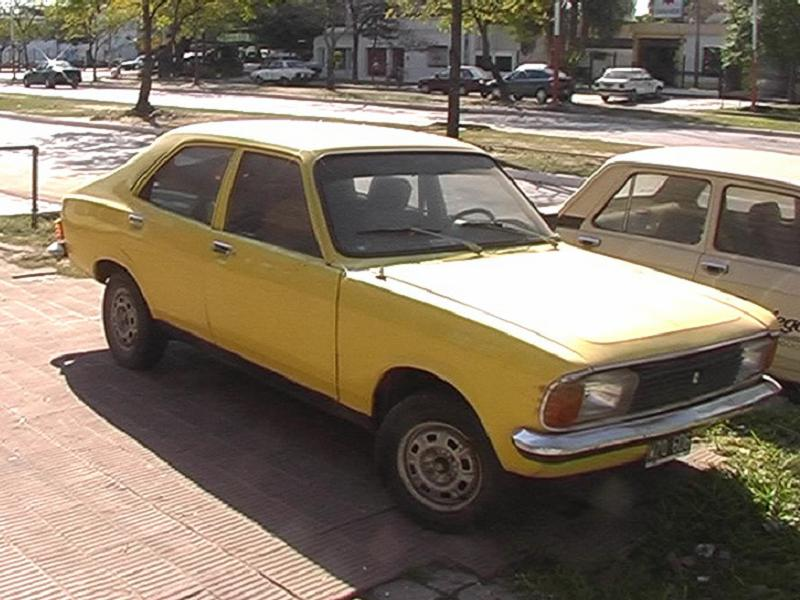
Dodge 1500 Argentino

## El Volkswagen 1500
En 1979, se anunció la adquisición del paquete accionario de Chrysler-Fevre Argentina S.A., por parte de Volkswagen. Esto provocó el desembarco de la empresa alemana en Argentina, hecho que se concretó el 5 de mayo de 1980.
El acuerdo incluía la continuación de la producción de los modelos de Chrysler para luego iniciar el reemplazo paulatino por los modelos de VW. Es así que el Dodge 1500 iniciaba una nueva etapa en su vida comercial.
Volkswagen inició así la producción del Dodge 1500, al cual inicialmente presentaría como Dodge 1500 Serie W. Se continuó ofreciendo según el año la versión sedán y familiar, ambas con dos tipos de motores: 1500 cc STD y 1800 cc M. Este modelo incorparba nuevas llantas de aleación, vidrios polarizados y el espejo retrovisor externo de mayor tamaño y en color negro mate, mientras que el interior no tuvo modificaciones.
Para el año 1982, Volkswagen renovó totalmente al vehículo, denominándolo definitivamente Volkswagen 1500, manteniendo las versiones sedán y familiar y las mismas motorizaciones. Tomando como base la estructura del Dodge, se le adaptaron una serie de cambios que modificarían totalmente la imagen del producto, detallándose especialmente un renovado frente y sector posterior con conjuntos ópticos de nuevo diseño donde en los posteriores incorporarían la luz de marcha atrás (antes en la línea dodge en el paragolpes). El interior ocurrieron cambios sobre todo en el diseño del torpedo (forrado en textil cuerina blanda, con salidas redondas de la ventilación en los laterales, no así en su frente) y cuadro de instrumentos (de tres agujas: velocímetro, nivel de combustible y temperatura de motor, odómetro total y parcial), así como en la tapicería y diseño de contrapuertas.[cita requerida] A partir de ese entonces el coche pasó a llevar en su frente el logotipo de Volkswagen incluido en la nueva parrilla laminar.
En 1985 se introdujeron algunos cambios estéticos en el exterior y principalmente en el interior con la modificación del tablero pasando a utilizar uno similar al que usaban los demás modelos de Volkswagen.
En el año 1986, el secretario de Industria y Comercio Roberto Lavagna impulsó el proyecto "Automóvil Económico Argentino" (AEA), en el cual se instó a las automotrices desarrollar autos económicos, debido a esto Volkswagen lanzó para 1987 una versión del 1500 con equipamiento básico. En 1988 pasó a ser equipado como opcional con caja de cambios manual de 5 velocidades y con aire acondicionado, dos apoyacabezas en los dos asientos delanteros, paragolpes delantero y trasero de color negro en plástico inyectado, las mencionadas ópticas, radio-pasacasette, tacómetro, cinturones delanteros de 3 puntos en las 2 plazas delanteras, espejos de color negro en plástico (exteriores) y tapacubos de plástico en las cuatro ruedas.[cita requerida]
La producción de este coche finalizó en el año 1990, en sus últimas versiones para reducir costos, incorporó unificando elementos como manijas de apertura de puertas y otros, de la línea Senda/Gol de la época.

## Galería de fotos

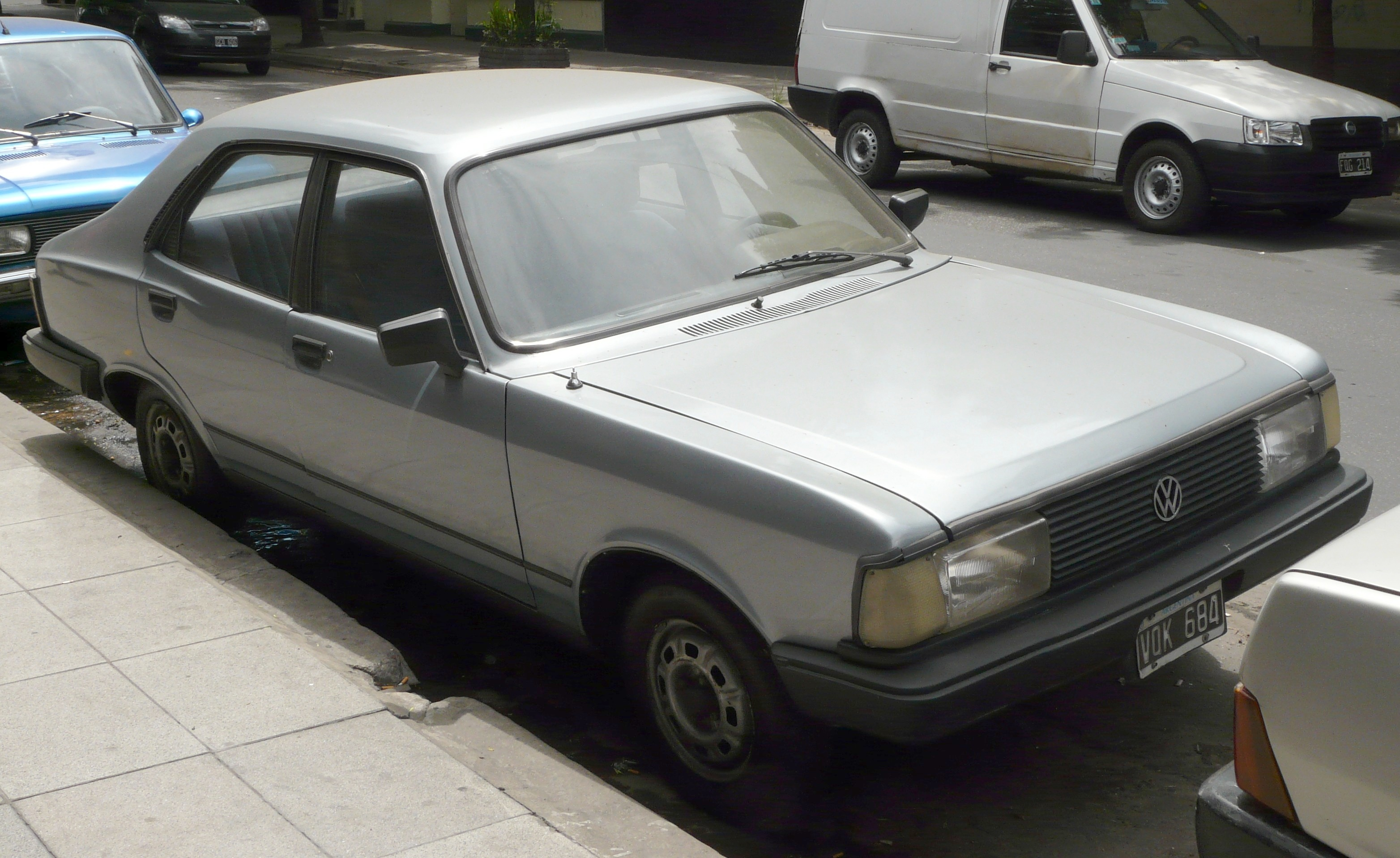
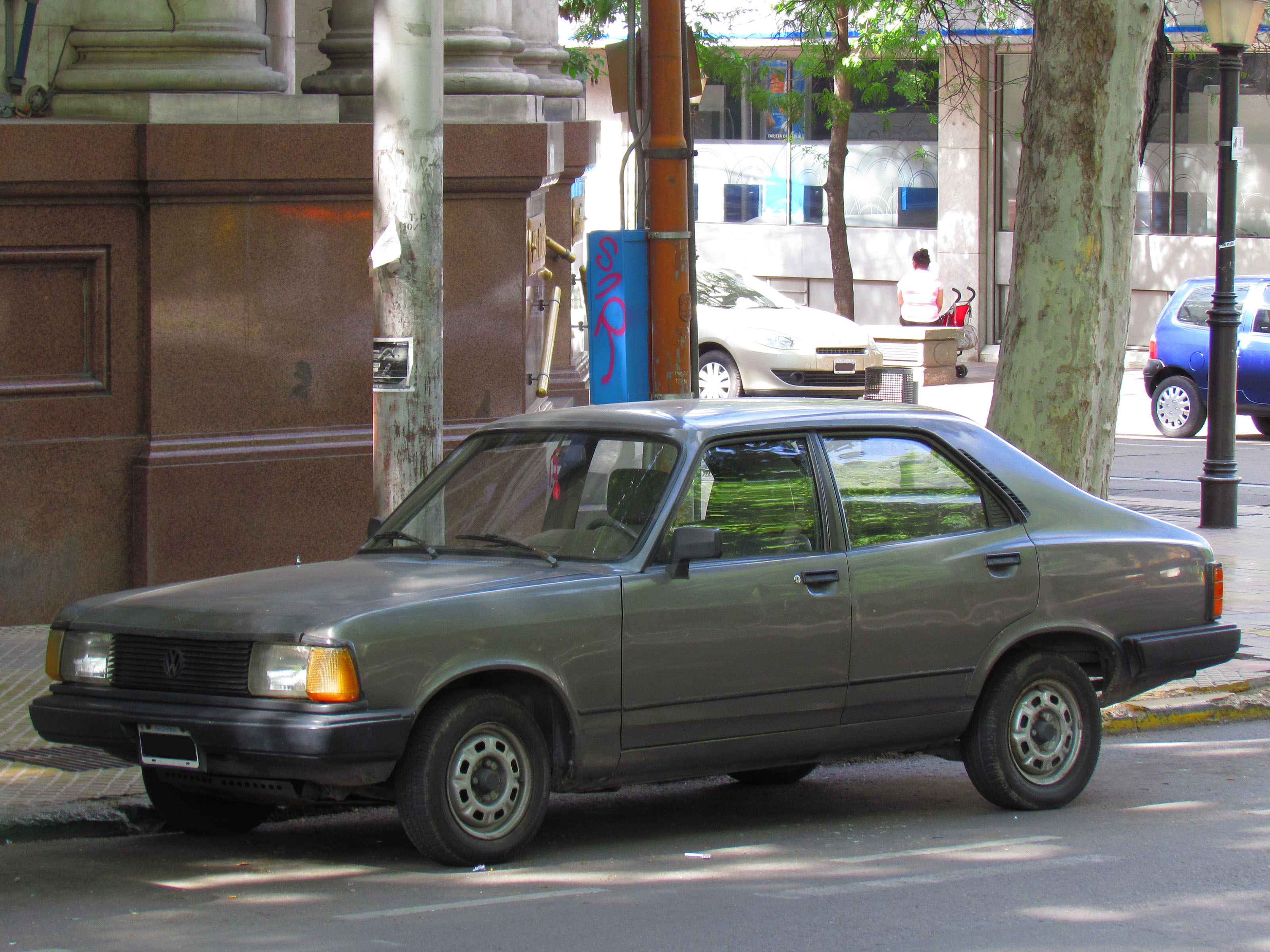
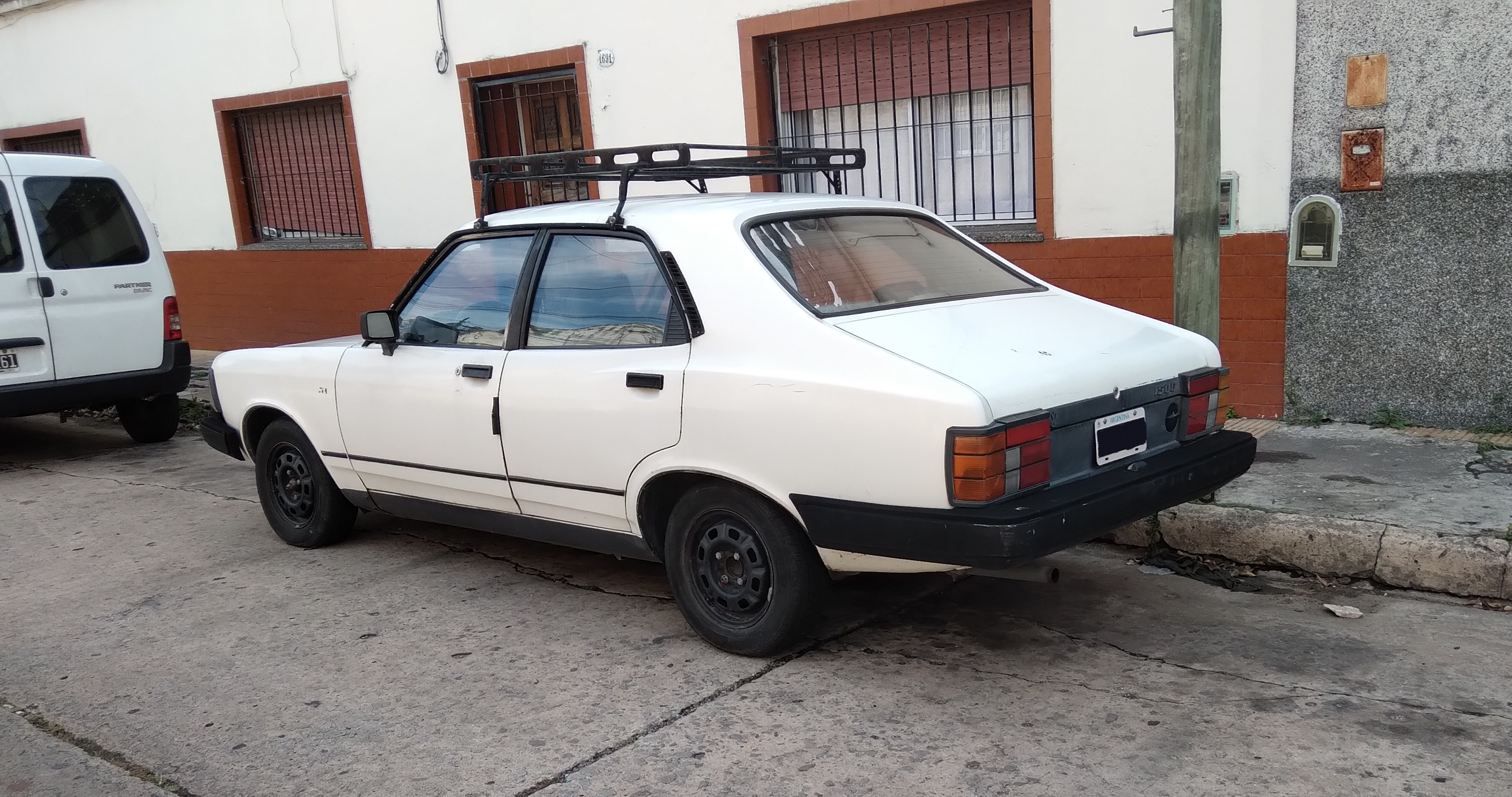

## Mecánicas
| Modelo        | Motor             | Potencia@rpm  | Torque@rpm    | Aceleración 0–100 km/h | Velocidad Máxima | Transmisión          | Consumo  |
| ------------- | ----------------- | ------------- | ------------- | ---------------------- | ---------------- | -------------------- | -------- |
| 1.5 STD y SPL | 1498 cc I4 8V OHV | 72 hp a 5400  | 122 Nm a 3200 | 16s                    | 143.7 km/h       | 4 marchas manual     | 8.8 km/l |
| 1.5 SPL AT    | 1498 cc I4 8V OHV | 72 hp a 5400  | 122 Nm a 3200 | 18s                    | 143.7 km/h       | 4 marchas automática | 8 km/l   |
| 1.5 GT90      | 1498 cc I4 8V OHV | 90 hp a 5600  | 135 Nm a 3800 | 13.6s                  | 156.6 km/h       | 4 marchas manual     | 8 km/l   |
| 1.8 M         | 1798 cc I4 8V OHV | 92 hp a 4900  | 160 Nm a 3400 | 14s                    | 157.5 km/h       | 4 marchas manual     | 8.8 km/l |
| 1.8 GT100     | 1798 cc I4 8V OHV | 120 hp a 5300 | 165 Nm a 4200 | 11.5s                  | 169.8 km/h       | 4 marchas manual     | 9.6 km/l |